# 潜航電撃隊
『潜航電撃隊』、『潜航雷撃隊』（せんこうでんげきたい、せんこうらいげきたい、原題: The Silent Enemy）は、1958年にイギリスで製作された戦争映画。日本では株式会社東宝東和が配給した。

## 概要
『潜航電撃隊』は1958年にイギリスの監督・脚本家で、『マルタ島攻防戦』『暁の出航』など幾つかの戦争を舞台にした映画を製作していたウィリアム・フェアチャイルドによって製作された。主演には全盛期を迎えていた俳優ローレンス・ハーヴェイが抜擢され、映画音楽の巨匠であるウィリアム・オルウィンが劇中音楽を担当した。
第二次世界大戦中の地中海で暗躍していたイタリア王国のフロッグメン（海軍特殊部隊）と、これを追うイギリス帝国の海軍大尉ライオネル・クラブをテーマにした内容となっている。

## あらすじ
1941年12月19日、イタリア海軍のアレクサンドリア港攻撃によってイギリス海軍の戦艦2隻が破壊された。作戦を行ったフロッグメン部隊が僅かな人員と有人魚雷で大型艦艇を容易に破壊してみせた事はイギリス軍に大きな危機感を与え、枢軸軍に地中海の制海権を奪われる可能性が浮上した。
イギリス軍を翻弄するが如く、イタリア海軍は既に新たな作戦の準備を開始していた。フロッグメンの次の目標がジブラルタル海峡である事を察知したイギリス軍は、海軍大尉ライオネル・クラブ（ローレンス・ハーヴェイ）に対特殊作戦部隊の編成を命令した。クラブ大尉はフロッグメンに対抗するべく、自らベテランのダイバー達から潜水方法を学び取った上で、彼らとイギリス式の潜水部隊を結成した。彼らの活躍でジブラルタル海峡へのイタリア海軍の奇襲は防がれたが、多くの犠牲者を引き換えにしなければならなかった。
その後、フロッグメンの拠点が親ファシストのスペイン国内に存在するとの情報を得たクラブ大尉はスペインに密入国し、追跡をかわそうとするフロッグメンと攻防を繰り広げながら情報を集めていく。そして遂に高級住宅街に邸宅を構えるイタリア人資産家のトモリーノがフロッグメンのリーダーである事を突き止めた。しかし同時にアルヘシラスに浮かぶ商船を偽装艦にして、イギリス海軍の輸送艦を襲撃しようとしている事実を知る。イギリスの艦隊を守るべく商船でフロッグメンとの決戦を挑んだクラブ大尉とその部隊は死闘の末、彼らのやり方を模倣して艦艇に機雷を仕掛けて商船を破壊した。
大尉達の活躍でイギリスは地中海の制海権を取り戻し、クラブ大尉は軍から名誉勲章を授与されるのだった。

## 関連
- アレクサンドリア港攻撃（冒頭のシーン）
- オルテラ作戦（「偽装された商船」）
- イタリア海軍